# Expo (revista)
Expo es la revista  que fundó y en la que trabajó Stieg Larsson.
Participó en investigaciones sobre los grupos neonazis de Suecia y  las relaciones de la extrema derecha con los sectores político y financiero. En los años 80 participó en "Stop the Racism", un proyecto para erradicar la violencia, y a mediados de los 90 fundó la revista Expo, en donde trabajó como director.
La revista, que se publica cuatro veces al año, contiene periodismo de investigación centrado en movimientos y organizaciones nacionalistas, Racismo, antidemocráticos, antisemitas y de extrema derecha. También publica artículos y podcasts en Internet de forma más regular.

## Historia
La presidenta de la junta directiva de la fundación desde 2023 es Anne Ramberg. La editora jefe de Expo es Anna Fröjd (desde 2019), mientras que Daniel Poohl es director general y editor (ansvarig utgivare). En 2014 la tirada de la revista fue de 3.500 ejemplares.